# Louerre
Louerre korábbi község Franciaország Loire mente régiójában, Maine-et-Loire megyében. 2016. január 1-jén Ambillou-Château és Noyant-la-Plaine korábbi községgel egyesült és Tuffalun új község része lett.
Lakosainak száma 469 fő (2018. január 1.). Louerre Tuffalun, Gennes-Val-de-Loire, Grézillé, Louresse-Rochemenier, Noyant-la-Plaine és Saulgé-l’Hôpital községekkel határos.

## Népesség
A település népességének változása:
| Lakosok száma | 421  | 402  | 370  | 373  | 372  | 398  | 458  | 485  | 483  | 469  |
|               | 1962 | 1968 | 1982 | 1990 | 1999 | 2008 | 2011 | 2013 | 2017 | 2018 |